# Cristianismo y paganismo

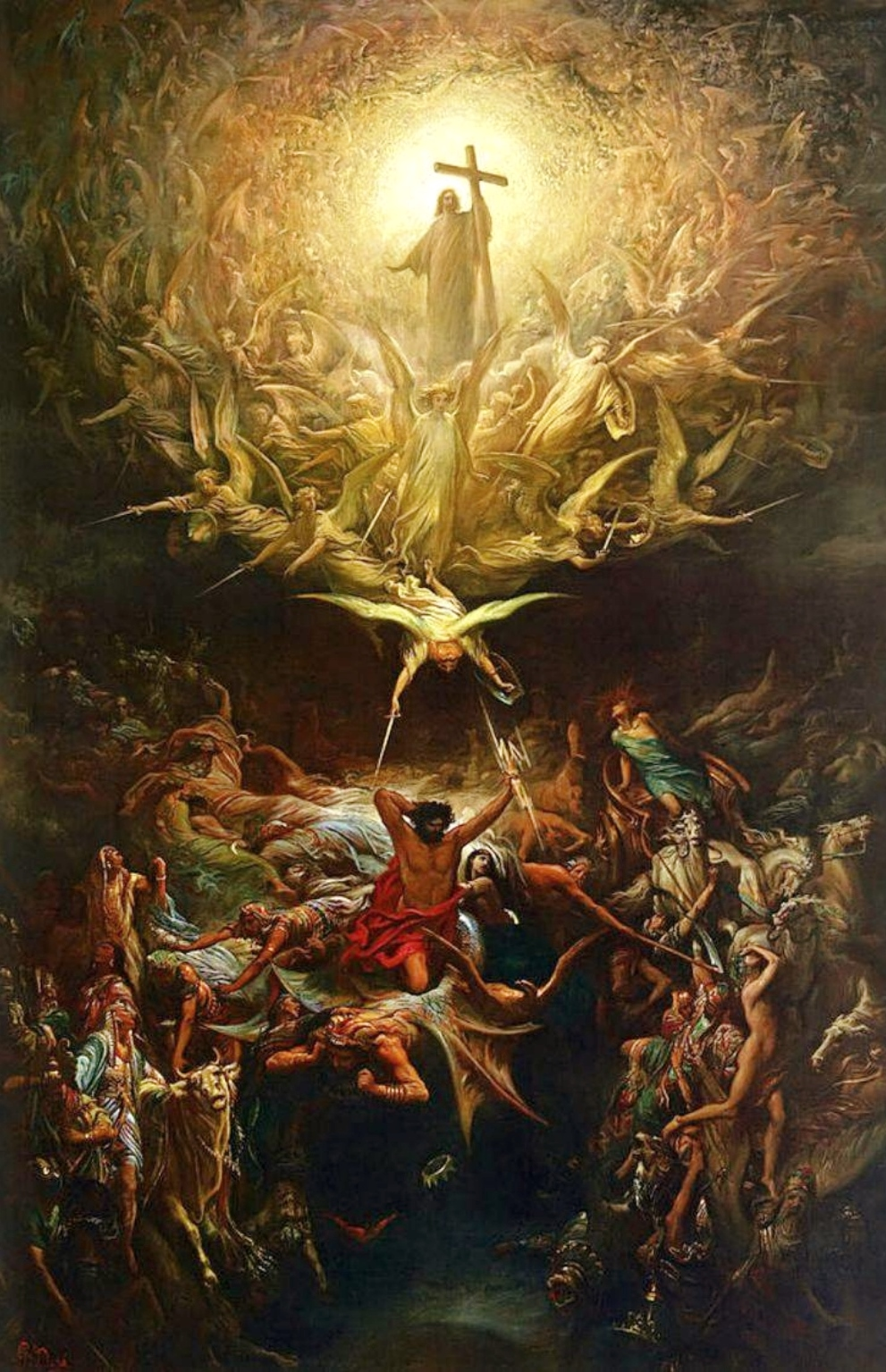
El triunfo del cristianismo sobre el paganismo, cuadro de Gustave Doré (1899).

Paganismo se utiliza comúnmente para referirse a diversas religiones que existieron durante la Antigüedad y la Edad Media, como las religiones grecorromanas del Imperio Romano, incluyendo el culto imperial romano, las diversas religiones mistéricas, religiones como el neoplatonismo y el gnosticismo, y religiones étnicas más localizadas practicadas tanto dentro como fuera del imperio. Durante la Edad Media, el término también se adaptó para referirse a religiones practicadas fuera del antiguo Imperio romano, como el paganismo germánico, el paganismo egipcio y el paganismo báltico.
Desde el punto de vista de los primeros cristianos, todas estas religiones se calificaban como grupos étnicos (o  gentil, ethnikos, gentilis, término que traduce goyim, más tarde traducido como paganus) en contraste con el judaísmo del Segundo Templo. En la Alta Edad Media (800-1000), los credos considerados paganos habían desaparecido en Occidente gracias a una mezcla de conversiones pacíficas, cambios religiosos naturales, persecuciones y la conquista militar de pueblos paganos; se considera que la cristianización de Lituania en el siglo XV marcó el final de este proceso.

## Historia temprana
El cristianismo primitivo surgió como un movimiento dentro del judaísmo del Segundo Templo y del judaísmo helenístico, siguiendo las enseñanzas de Jesús de Nazaret. Con una compromiso misionero tanto a judíos como a gentiles (no judíos), el cristianismo se extendió rápidamente por los gran imperio romano y más allá. Aquí, el cristianismo entró en contacto con las religiones paganas dominantes. Hechos 19 relata un disturbio que ocurrió en Éfeso, instigado por plateros que elaboraban imágenes de Artemisa, y estaban preocupados de que el éxito de Pablo estuviera cortando su comercio. Estos conflictos se registran en las obras de los primeros escritores cristianos como Justino Mártir, así como en informes hostiles de escritores como Tácito y Suetonio.
El modelo de respuesta del Estado romano a lo que se consideraba una amenaza religiosa se estableció en 186 a. C.. Los funcionarios romanos empezaron a sospechar de los adoradores de Dionisio y de su práctica de la Bacanal porque "tenía lugar por la noche" (también una práctica cristiana posterior).: 32  La magia y las conspiraciones secretas contra el emperador se consideraban productos de la noche.: 200, fn.32 : xxiii  Se disolvieron las asociaciones báquicas, se arrestó y ejecutó a los líderes, se prohibió que las mujeres ocuparan cargos importantes en el culto, ningún ciudadano romano podía ser sacerdote y, a partir de entonces, se estableció un estricto control del culto.: 32–33 : 32–33  En el primer siglo de la era común, se produjeron "expulsiones periódicas de astrólogos, filósofos e incluso profesores de retórica... así como de judíos y... del culto a Isis".: 34  Los druidas también recibieron este trato, al igual que los cristianos.: 34 

### Persecución de los primeros cristianos
El cristianismo fue perseguido por las autoridades imperiales romanas desde el principio de su historia en el Imperio. A principios del siglo II d. C., ya no se consideraba que los cristianos formaran una secta disidente del judaísmo, sino que pertenecían a uno más de los muchos cultos extranjeros que se habían infiltrado en el Imperio. Poco a poco fueron brillando por su ausencia en las actividades festivas en las que se realizaban sacrificios rituales por la salud del emperador y el bienestar del imperio, comportamiento que conllevaba un "tufillo tanto a sacrilegio como a traición".

#### Persecución bajo Nerón, 64-68 d.C.
El primer caso documentado de persecución imperial de los cristianos en el Imperio Romano comienza con Nerón (37-68). En el año 64 d. C., un gran incendio estalló en Roma, destruyendo partes de la ciudad y devastando económicamente a la población romana. El propio Nerón fue sospechoso como pirómano por Suetonio. En sus Anales, Tácito (quien afirmó que Nerón se encontraba en Antium en el momento del estallido del incendio), afirmó que "para deshacerse del informe, Nerón fijó la culpa e infligió las torturas más exquisitas a una clase odiada por sus abominaciones, llamados cristianos [o chrestianos por el populacho" (Tácito. Anales XV, véase Cristo según Tácito). Suetonio, posterior al período, no menciona ninguna persecución después del incendio, pero en un párrafo anterior no relacionado con el incendio, menciona castigos infligidos a los cristianos, definidos como hombres que seguían una superstición nueva y maléfica. Pero Suetonio no especificó las razones del castigo; se limitó a enumerar el hecho junto con otros abusos reprimidos por Nerón.

#### Persecución desde elsigloIIhasta Constantino

Dibujo del grafito de Alexamenos, c. 200

La Persecución de Lyon fue precedida por la violencia popular, incluyendo asaltos, robos y lapidaciones (Eusebio, Historia Eclesiástica 5.1.7). Las persecuciones estatales fueron esporádicas hasta el siglo III, aunque el Apologeticus de Tertuliano de 197 fue escrito ostensiblemente en defensa de los cristianos perseguidos y dirigido a los gobernadores romanos.
Aunque hubo persecuciones locales esporádicas, no hubo persecución de cristianos en todo el imperio hasta el reinado de Decio a mediados del siglo III d. C. Se promulgó un decreto que exigía el sacrificio público, una formalidad equivalente a un testimonio de lealtad al emperador y al orden establecido. Los cristianos que se negaban eran acusados de impiedad y castigados con arrestos, encarcelamientos, torturas y/o ejecuciones. Algunos cristianos cumplían y compraban sus certificados, llamados libelli, que certificaban su conformidad; otros huían a refugios seguros en el campo. Varios concilios celebrados en Cartago debatieron hasta qué punto la comunidad debía aceptar a los cristianos caducos.

#### La Persecución Diocleciana

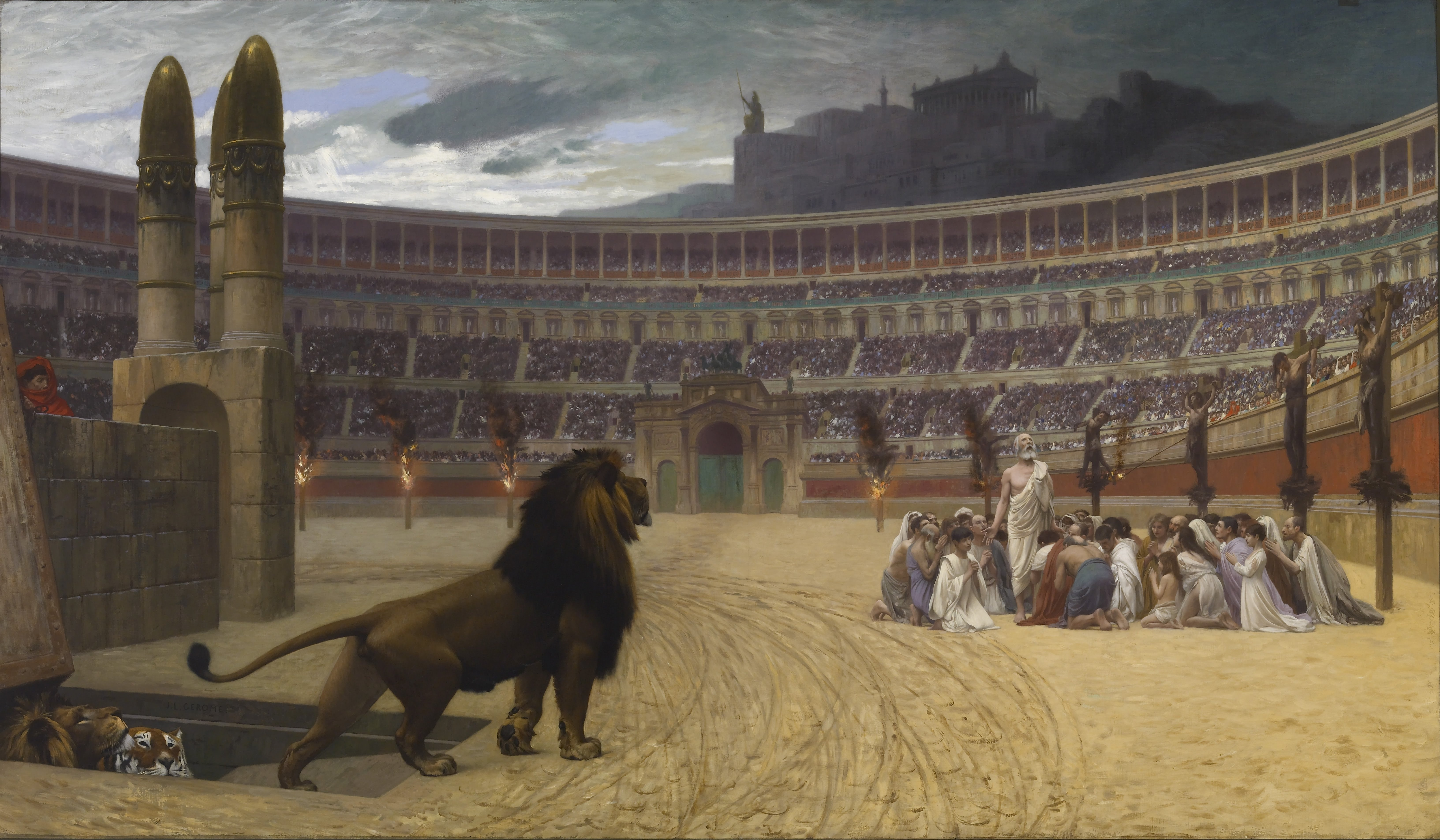
La última oración de los mártires cristianos de Jean-Léon Gérôme (1883).

Las persecuciones culminaron con Diocleciano y Galerio a finales del siglo III y principios del IV. Comenzando con una serie de cuatro edictos que prohibían las prácticas cristianas y ordenaban el encarcelamiento del clero cristiano, la persecución se intensificó hasta que a todos los cristianos del imperio se les ordenó sacrificar a los dioses o enfrentarse a la ejecución inmediata. Esta persecución duró hasta que Constantino I, junto con Licinio, legalizó el cristianismo en 313. La Nueva Enciclopedia Católica afirma que "la hagiógrafos antiguos, medievales y modernos tendían a exagerar el número de mártires. Dado que el título de mártir es el título más alto al que puede aspirar un cristiano, esta tendencia es natural". Los intentos de estimar el número se basan inevitablemente en fuentes inadecuadas.
El fracaso de la Gran Persecución de Diocleciano se consideró la confirmación de un largo proceso de autoafirmación religiosa contra el conformismo de un imperio pagano. Se ganó y se mantuvo la libertad de afirmar una creencia no reconocida por el Estado. Por mucho que las iglesias y los estados cristianos hayan pecado en épocas posteriores por su coacción religiosa, los martirios de las persecuciones romanas pertenecen a la historia de la libertad.

### Prohibición y persecución del paganismo en el Imperio Romano

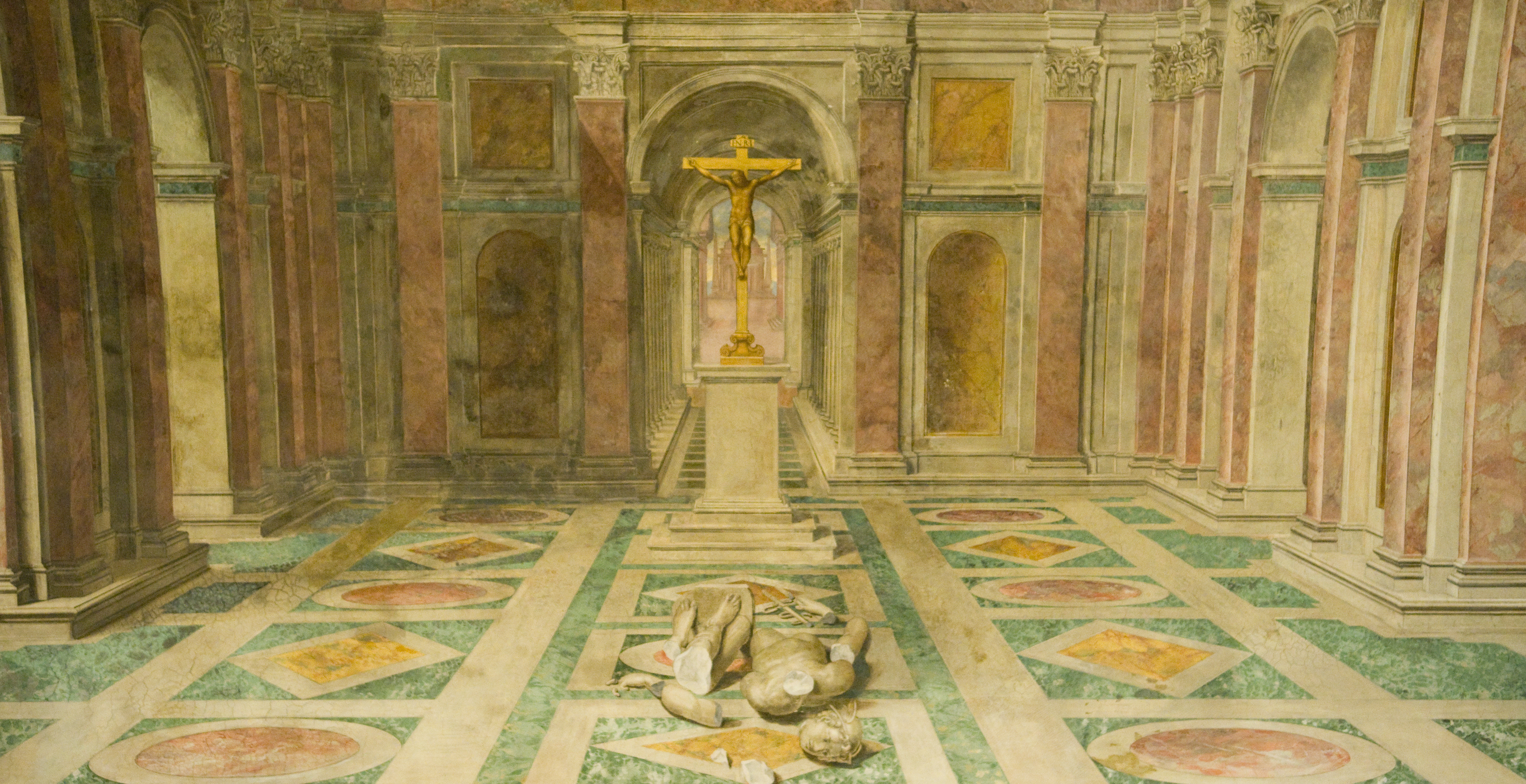
Triunfo de la religión cristiana (sobre el paganismo) por Tommaso Laureti (1582), Palacio Vaticano

Según Rodney Stark, dado que los cristianos probablemente formaban sólo entre el dieciséis y el diecisiete por ciento de la población del imperio en el momento de la conversión de Constantino, no tenían la ventaja numérica para formar una base de poder suficiente para comenzar una persecución sistemática de los paganos.: 13  Sin embargo, Brown nos recuerda que "no debemos subestimar el feroz talante de los cristianos del siglo IV", ni olvidar que la represión, la persecución y el martirio no suelen generar tolerancia hacia esos mismos perseguidores. Brown afirma que las autoridades romanas no habían dudado en "eliminar" a la Iglesia cristiana que consideraban una amenaza para la paz del imperio, y que Constantino y sus sucesores hicieron lo mismo por las mismas razones. Roma había estado eliminando todo lo que veía como un desafío a la identidad romana desde que se disolvieron las asociaciones báquicas en 186 a. C. Esa acción militar contra una religión mística se convirtió en el patrón de respuesta del estado romano a cualquier cosa que viera como una amenaza religiosa. Esa postura del estado ante las amenazas internas no cambió una vez que los emperadores fueron cristianos.
Dentro de este entorno, los cristianos del siglo IV también creían que la conversión de Constantino (tradicionalmente en 312) demostraba que el cristianismo había triunfado sobre el paganismo (en el Cielo) y que apenas eran necesarias más acciones contra los paganos; todo estaba hecho menos barrer, en opinión de los cristianos. Como resultado, el siglo IV incluyó un enfoque en la herejía como una prioridad más alta que el paganismo. Según Brown, "en la mayoría de las zonas, los politeístas no fueron molestados, y aparte de unos pocos incidentes desagradables de violencia local, las comunidades judías también disfrutaron de un siglo de existencia estable, incluso privilegiada". 
Tras Constantino (y el breve periodo de gobierno de Juliano), el paganismo nunca recuperó su anterior estatus como religión de estado. Sin embargo, a pesar de su estatus inferior en el Imperio cristiano, el paganismo seguía existiendo y practicándose. Hasta la época de Justino I y Justiniano, existía cierta tolerancia hacia todas las religiones; había leyes antipaganas y antiheréticas, pero no se aplicaban de forma generalizada. Así, hasta el siglo VI, todavía existían centros de paganismo en Atenas, Gaza, Alejandría y otros lugares.: 372 

#### Constantino
El Edicto de Milán de 313 legalizó finalmente el cristianismo, que obtuvo privilegios gubernamentales, como exenciones fiscales para el clero cristiano, y cierto grado de aprobación oficial bajo Constantino. Constantino destruyó algunos templos y saqueó otros, convirtió otros en iglesias y descuidó el resto;: 523  "confiscó los fondos de los templos para ayudar a financiar sus propios proyectos de construcción", y en un esfuerzo por establecer una moneda estable, por lo que se interesó principalmente por los acopios de oro y plata, pero también confiscó tierras de los templos; se negó a apoyar las creencias y prácticas paganas a la vez que se pronunciaba en contra de ellas; periódicamente prohibía los sacrificios paganos y cerraba templos, promulgó leyes que amenazaban y amenazaban a los paganos, mientras que otras leyes favorecían notablemente al cristianismo, y dotó personalmente a los cristianos con regalos de dinero, tierras y cargos gubernamentales.: 243 : 302 : 302 
Como emperador, apoyó abiertamente el cristianismo después de 324, pero hay indicios de que también se mantuvo tolerante con los paganos.: 3  Nunca llevó a cabo una purga. Los partidarios de los opositores no fueron masacrados cuando Constantino tomó la capital; sus familias y su corte no fueron asesinadas.: 304  No hubo mártires paganos. Las leyes amenazaban con la muerte, pero durante el reinado de Constantino, nadie sufrió la pena de muerte por violar las leyes antipaganas contra los sacrificios.{rp|87,93}} No hay constancia de ejecuciones judiciales por sacrificios ilegales antes de Tiberio Constantino (574-582), y muchos templos permanecieron abiertos hasta el reinado de Justiniano I (527-565). : 87, 93  Peter Leithart dice de Constantino que: "No castigó a los paganos por ser paganos, ni a los judíos por ser judíos, y no adoptó una política de conversiones forzadas".: 302  Los paganos siguieron ocupando puestos importantes en su corte. Constantino gobernó durante 31 años y nunca prohibió el paganismo.: 302 
Todos los registros de la legislación antipagana de Constantino se encuentran en la Vida de Constantino, escrita por Eusebio, como una especie de panegírico tras la muerte de Constantino. No es tanto una historia como un panegírico alabando a Constantino. Las leyes, tal como se exponen en la Vida de Constantino, a menudo no se corresponden, "estrechamente, o en absoluto", con el texto de los propios Códigos.: 20  Eusebio da a estas leyes una "interpretación fuertemente cristiana mediante citas selectivas u otros medios".: 20  Esto ha llevado a muchos a cuestionar la veracidad del registro, y si, en su celo por alabar a Constantino, Eusebio atribuyó generosamente a Constantino acciones que en realidad no eran suyas.

#### Graciano
En 382, Graciano fue el primer emperador romano que desvió formalmente, por ley, a las arcas de la corona las subvenciones económicas públicas que hasta entonces habían sostenido los cultos de Roma; se apropió de los ingresos de los sacerdotes paganos y de las Vírgenes vestales, prohibió su derecho a heredar tierras, confiscó las posesiones de los colegios sacerdotales y fue el primero en negarles el título de Pontifex Maximus. Los colegios de sacerdotes paganos perdieron privilegios e inmunidades. También ordenó que el Altar de la Victoria fuera retirado de nuevo.
Graciano y Ambrosio, obispo de Milán, intercambiaron múltiples cartas y libros sobre el cristianismo, y el gran volumen de estos escritos se ha considerado a menudo como una prueba de que Graciano estaba dominado por Ambrosio. Ambrosio, por tanto, fue la "verdadera fuente" de las acciones antipaganas de Graciano. McLynn encuentra esto improbable e innecesario como explicación: Graciano era, él mismo, devoto, y "Las muchas diferencias entre la política religiosa de Graciano y la de su padre, y los cambios que se produjeron durante su propio reinado, deben explicarse por el cambio de circunstancias políticas tras la Batalla de Adrianópolis, más que por la capitulación ante Ambrosio".
Los eruditos modernos han señalado que Sozomen es la única fuente antigua que muestra a Ambrosio y Graciano teniendo alguna interacción personal. En el último año del reinado de Graciano, Ambrosio se coló en la cacería privada de Graciano para apelar en favor de un senador pagano condenado a muerte. Tras años de relación, esto indica que Ambrosio no se sentía personalmente con la suficiente influencia como para dar por sentado que Graciano le concedería una petición para verle. En su lugar, Ambrosio tuvo que recurrir a tales maniobras para hacer su apelación. Al hermano de Graciano, Valentiniano II, y a su madre les disgustaba Ambrosio, pero Valentiniano II también se negó a conceder las peticiones de los paganos para restaurar el Altar de la Victoria y las rentas de los sacerdotes del templo y de las Vírgenes Vestales.
Entre 382 y 384 se produjo otra disputa sobre el Altar de la Victoria. Según el Oxford Handbook of Late Antiquity, Símaco solicitó la restauración del altar que Graciano había retirado y el restablecimiento del apoyo estatal a las Vestales. Ambrosio hizo campaña contra cualquier apoyo financiero al paganismo durante toda su carrera, y cualquier cosa como el Altar que requiriera la participación en sacrificios de sangre era anatema. Ambrosio respondió a la de Símaco y sus argumentos prevalecieron; las peticiones fueron denegadas.: 776  Los paganos se volvieron francos en sus demandas de respeto, concesiones y apoyo por parte del Estado, expresando su resentimiento en obras históricas, como los escritos de Eunapio y Olimpiodoro.
Después de Graciano, los emperadores Arcadio, Honorio y Teodosio continuaron apropiándose para la corona de los ingresos fiscales recaudados por los custodios de los templos, aunque esto pudo deberse más a las continuas dificultades financieras del imperio que a la religión.: 60  Las procesiones y ceremonias rituales urbanas fueron perdiendo apoyo y financiación. Sin embargo, en lugar de suprimirse por completo, muchos festivales se secularizaron y, más tarde, se incorporaron a un calendario cristiano en desarrollo (a menudo con pocas alteraciones). Algunas ya habían perdido popularidad a finales del siglo III.

#### Teodosio
En el Imperio de Oriente, hasta la época de Justiniano, los emperadores bizantinos practicaron una política de tolerancia hacia todas las religiones. Esto afectaba tanto a las devociones a los dioses grecorromanos como a la religión de los bárbaros que vivían en el imperio. Aunque existían leyes antipaganas, no hay constancia de que se impusieran castigos severos. Como emperador oriental, Teodosio parece haber practicado este mismo tipo de política cautelosa desde el principio de su reinado. Teodosio declaró el cristianismo niceno religión oficial del imperio, aunque esto iba dirigido más a los arrianos locales de Constantinopla que a los paganos. Para los paganos, reiteró las prohibiciones de sus predecesores cristianos sobre el sacrificio de animales, la adivinación y la apostasía, pero permitió que otras prácticas paganas se realizaran públicamente y que los templos permanecieran abiertos.: 35 (y nota 45) . También convirtió las fiestas paganas en días laborables, pero los festivales asociados a ellas continuaron.
Hay pruebas de que Teodosio se preocupó de evitar que la todavía considerable población pagana del imperio se sintiera mal dispuesta hacia su gobierno. Tras la muerte en 388 de su prefecto pretoriano, Cinegio, quien, en contra de la política hablada por Teodosio, había destrozado varios santuarios y templos paganos en las provincias orientales, Teodosio lo sustituyó por un pagano moderado que posteriormente se movilizó para proteger los templos. Durante su primera gira oficial por Italia (389-391), el emperador se ganó al influyente grupo de presión pagano en el Senado romano nombrando a sus miembros más destacados para puestos administrativos importantes. Teodosio también nombró a la última pareja de cónsules paganos de la historia romana (Tatiano y Símaco) en 391.
El clasicista Ingomar Hamlet afirma que, contrariamente al mito popular, Teodosio no prohibió los juegos olímpicos. nl indica que hay varias razones para concluir que los juegos olímpicos continuaron después de Teodosio y en cambio llegaron a su fin bajo Teodosio II. Dos escolios de Luciano conectan el fin de los juegos con un incendio que quemó el templo del Zeus Olímpico durante su reinado.: 49 

##### Legislación
Hacia finales del reinado de Teodosio, en 391 y 392, se promulgaron varias leyes contra los sacrificios paganos y contra la herejía.
La legislación antipagana refleja lo que Brown denomina "el drama social y religioso más potente" del imperio romano del siglo IV.: 640  Desde Constantino en adelante, la intelectualidad cristiana escribió sobre el cristianismo como plenamente triunfante sobre el paganismo. No importaba que aún fueran una minoría en el imperio, este triunfo se había producido en el Cielo; fue evidenciado por Constantino; pero incluso después de Constantino, escribieron que el cristianismo derrotaría, y sería visto derrotando, a todos sus enemigos - no convirtiéndolos.: 640  Como dice Peter Brown, "La conversión no era el objetivo principal de un orden social que declaraba el dominio divino del cristianismo".: 640 
Las leyes no pretendían convertir; "las leyes pretendían aterrorizar.... Su lenguaje era uniformemente vehemente, y... frecuentemente horripilante".: 638  Su intención era reordenar la sociedad según criterios religiosos, con la "triunfante" iglesia cristiana al mando y los paganos y judíos al margen de su influencia, de modo que se pudieran promulgar leyes lo suficientemente intimidatorias como para permitir al cristianismo poner fin a los sacrificios de animales.{rp|639-640}} El sacrificio de sangre era el elemento de la cultura pagana que más aborrecían los cristianos. Si no podían detener la práctica privada del sacrificio, podían "esperar determinar lo que sería normativo y socialmente aceptable en los espacios públicos". Los altares utilizados para los sacrificios eran destrozados habitualmente por los cristianos, que se sentían profundamente ofendidos por la sangre de las víctimas sacrificadas, ya que les recordaban sus propios sufrimientos pasados asociados a dichos altares.
El sacrificio de sangre era un rito central de prácticamente todos los grupos religiosos del Mediterráneo precristiano, y su desaparición gradual es uno de los acontecimientos religiosos más significativos de la Antigüedad tardía. ... Los sacrificios públicos y los festines comunales habían disminuido como resultado de un declive del prestigio de los sacerdocios paganos y de un cambio en los patrones de [donaciones privadas] en la vida cívica. Ese cambio se habría producido en menor escala incluso sin la conversión de Constantino... No obstante, es fácil imaginar una situación en la que el sacrificio pudiera disminuir sin desaparecer. ¿Por qué no mantener, por ejemplo, una única víctima animal para preservar la integridad del antiguo rito? El hecho de que los sacrificios públicos parezcan haber desaparecido por completo en muchos pueblos y ciudades debe atribuirse a la atmósfera creada por la hostilidad imperial y episcopal.
Para cuando el emperador pro-pagano Juliano (r. 360-363) hizo su viaje por Asia Menor hasta Antioquía para reunir un ejército y reanudar la guerra contra Persia, oponerse al sacrificio se había convertido en la norma entre el pueblo. Juliano llegó a Antioquía el 18 de julio, que coincidía con una fiesta pagana que ya se había convertido en secular: no incluía sacrificios. La preferencia de Juliano por el sacrificio de sangre encontró poco apoyo, y los ciudadanos de Antioquía acusaron a Juliano de "poner el mundo patas arriba" al reinstaurarlo, llamándole "matarife".: 69, 72 }  "Cuando Juliano restauró los altares en Antioquía, el pueblo cristiano no tardó en derribarlos de nuevo". Juliano logró marchar a la capital sasánida de Ctesifonte, pero durante la Batalla de Samarra, fue herido de muerte.: 74  Los hechos de su muerte han quedado oscurecidos por la "guerra de palabras entre cristianos y paganos" que siguió. Fue "principalmente sobre la fuente de la lanza fatal ... La idea de que Juliano pudiera haber muerto a manos de uno de los suyos... fue un regalo del cielo para una tradición cristiana ansiosa de que el emperador apóstata recibiera su merecido. Sin embargo, tal rumor no fue únicamente el producto de una polémica religiosa. Tenía sus raíces en el rastro más amplio de desafección que Juliano dejó a su paso".: 77 
Una de las primeras cosas que es importante sobre esto, en opinión de Malcolm Errington, es cuánta legislación antipagana se aplicó y utilizó, lo que mostraría lo fiables que son las leyes como reflejo de lo que realmente les ocurrió a los paganos en la historia. Brown afirma que, dado el gran número de no cristianos que había en todas las regiones en esta época, las autoridades locales eran "notoriamente laxas" a la hora de imponerlas. Los obispos cristianos también obstaculizaban con frecuencia su aplicación.: 638–639, 640  Los severos edictos imperiales tuvieron que enfrentarse al vasto seguimiento del paganismo entre la población y a la resistencia pasiva de gobernadores y magistrados, lo que limitó su impacto. Limitando, pero no eliminando totalmente el impacto, como dice Anna Leone, "El cierre de los templos y la prohibición de los sacrificios tuvieron un impacto.... Después de 375 d.C. la mayoría de los oficios religiosos [paganos] desaparecen por completo del registro epigráfico".: 83 : 25 
En segundo lugar, las leyes revelan la aparición de un lenguaje de intolerancia. El lenguaje jurídico corre paralelo a los escritos de los apologistas, como Agustín de Hipona y Teodoreto de Cirro, y heresiólogos como Epifanio de Salamina.: 639  Tanto los escritores cristianos como los legisladores imperiales recurrieron a una retórica de conquista.: 640  Estos escritos eran comúnmente hostiles y a menudo despectivos hacia un paganismo que el cristianismo consideraba ya derrotado.
Por último, por un lado las leyes, y estas fuentes cristianas con su retórica violenta, han tenido gran influencia en las percepciones modernas de este periodo al crear una impresión de conflicto violento continuo que se ha asumido a escala de todo el imperio. La evidencia arqueológica, por otra parte, indica que, fuera de la retórica violenta, sólo hubo incidentes aislados de violencia real entre cristianos y paganos.: 7  Los grupos no cristianos (no heréticos), como los paganos y los judíos, disfrutaron de una tolerancia basada en el desprecio durante la mayor parte de la Antigüedad tardía.: 641 

##### Destrucción del templo
Ha sido común en gran parte de la erudición atribuir la destrucción desenfrenada de templos a Teodosio a través de su prefecto, Maternus Cynegius. Cynegius encargó la destrucción de templos, utilizando el ejército bajo su control y monjes cercanos, especialmente en el territorio alrededor de Constantinopla en la diócesis de Oriens (el Este).{rp|160-162}} Peter Brown cuenta que en 392, inspirado por el ambiente creado por Cynegius, el papa Teófilo de Alejandría organizó una procesión ridiculizando las estatuas de dioses paganos. Las complicaciones políticas contribuyeron a convertirla en un motín, y el Serapio de Alejandría, Egipto, fue destruido.  Algunos estudiosos creen que fue entonces cuando la filósofa Hypatia fue asesinada, (aunque hay pruebas de que esto ocurrió en el año 415). Estos ejemplos fueron vistos como la "punta del iceberg" por estudiosos anteriores que vieron estos eventos como parte de una marea de violenta iconoclasia cristiana que continuó a lo largo de los años 390 y hasta los 400.: 114 

En el siglo XXI han surgido problemas con este punto de vista. Las pruebas arqueológicas de la destrucción violenta de templos en el siglo IV, en todo el Mediterráneo, se limitan a un puñado de yacimientos. La destrucción de templos se atestigua en 43 casos en las fuentes escritas, pero sólo 4 de ellos han sido confirmados por pruebas arqueológicas.
En la Galia, sólo el 2,4% de los más de 500 templos y lugares religiosos conocidos fueron destruidos por la violencia, algunos de ellos bárbaros. En África, la ciudad de Cirene tiene buenas pruebas de la quema de varios templos; Asia Menor ha producido una débil posibilidad; en Grecia el único candidato fuerte puede estar relacionado con una incursión bárbara en lugar de cristianos. En Egipto no se ha confirmado arqueológicamente la destrucción de ningún templo de este periodo, excepto el Serapeum. En Italia hay uno; Gran Bretaña tiene el porcentaje más alto con 2 de 40 templos.
Trombley y MacMullen dicen que parte de por qué existen discrepancias entre las fuentes literarias y las pruebas arqueológicas se debe a que es común que los detalles en las fuentes literarias sean ambiguos y poco claros. Por ejemplo, Malalas afirmó que Constantino destruyó todos los templos, luego dijo que Teodosio los destruyó todos, luego dijo que Constantino los convirtió todos en iglesias.: 246–282  "Según Procopio, en la década de 530 Justiniano destruyó los templos de Filae, ampliamente identificados como el último bastión del paganismo en Egipto. Pero no hay constancia de sacerdotes después de la década de 450, el cristianismo prosperaba allí desde principios del siglo IV, y los propios templos se encuentran entre los mejor conservados del mundo antiguo".: 799 
La arqueología sugiere que los edificios religiosos estuvieron sujetos a tres direcciones diferentes de cambio durante el periodo imperial: abandono temprano, destrucción y reutilización.: 28  Las dificultades financieras iniciadas en el siglo III continuaron en el siglo IV y afectaron negativamente a los fondos disponibles para mantener los grandes complejos de templos y sus festivales. La reducción de los presupuestos, con menos gasto en estatuas, monumentos y simple mantenimiento, supuso el declive físico de las estructuras urbanas de todo tipo. Muchos templos cayeron en el abandono y en muchos casos, como en Tripolitana, esto ocurrió antes de que cualquier legislación cristiana antipagana pudiera haber sido un factor.: 29 
La progresiva decadencia temprana fue acompañada de un aumento del comercio de estatuas y materiales de construcción recuperados, ya que la práctica del reciclaje se hizo común en la Antigüedad Tardía, lo que resultó en su completa destrucción y eliminación.: 2  "Incluso las iglesias se reutilizaban de forma similar".: 82  A lo largo del periodo imperial se llevaron a cabo algunas restauraciones de templos, pero no hay pruebas de la participación o el apoyo del Estado. Las restauraciones se financiaron y llevaron a cabo de forma privada.: 36–39 
Los datos globales indican que una serie de elementos coincidieron para acabar con los templos, pero ninguno de ellos fue estrictamente religioso.: 82  La economía, la necesidad y las expresiones políticas del poder fueron las principales fuerzas impulsoras de la destrucción y conversión de los monumentos religiosos paganos.: 82 : 103–107 : 63  Lavan dice: "Debemos descartar la mayoría de las imágenes de destrucción creadas por las [fuentes escritas]. La arqueología demuestra que la gran mayoría de los templos no fueron tratados de esta manera".

#### Conversión de templos
Algunos estudiosos han afirmado durante mucho tiempo que no todos los templos fueron destruidos, sino que se convirtieron en iglesias en todo el imperio. Según la arqueología moderna, 120 templos paganos fueron convertidos en iglesias en todo el imperio, de los miles de templos que existían, y sólo unos 40 de ellos están datados antes de finales del siglo V. R. P. C. Hanson afirma que la conversión directa de templos en iglesias no comenzó hasta mediados del siglo V salvo en algunos incidentes aislados.: 257  En Roma, la primera conversión de un templo de la que se tiene constancia fue la del Panteón en 609. : 65–72  No se puede demostrar que ninguna de las iglesias atribuidas a Martín de Tours existiera en el siglo IV.

#### Literatura rival
Algunos paganos culparon a la hegemonía cristiana del Saqueo de Roma de 410, mientras que los cristianos, a su vez, culparon a los paganos, provocando que san Agustín, un obispo cristiano, respondiera escribiendo La Ciudad de Dios, un texto cristiano de gran importancia. Se afirma que los cristianos destruyeron casi toda la literatura política pagana y amenazaron con cortar las manos a cualquier copista que se atreviera a hacer nuevas copias de los escritos ofensivos. Sin embargo, no hay pruebas de que ninguna autoridad cristiana "castigara realmente la expresión de sentimientos paganos" y no se conoce ningún procesamiento de ninguna obra pagana. Muchos poetas y escritores paganos eran populares entre la élite cristiana, todavía con educación clásica, por ejemplo, Séneca fue citado 13 veces en La Ciudad de Dios de Agustín.

### Violencia popular
La violencia popular era un problema ocasional en todas las ciudades independientes del imperio. No existían fuerzas policiales como tales. Los impuestos, la comida y la política eran motivos habituales de disturbios. La religión también era un factor, aunque es difícil separarla de la política, ya que estaban entrelazadas en todos los aspectos de la vida.: 85–87  En 361, el asesinato del obispo arriano Jorge de Capadocia fue cometido por una turba de paganos, aunque hay pruebas de que los había provocado cruelmente; en el conflicto por el Serapeum participaron tanto una turba cristiana como una pagana; los judíos y los cristianos se reunieron cada uno para luchar en 415, aunque las fuentes indican que fueron las altas esferas de la comunidad judía las que decidieron masacrar a los cristianos después de que Cirilo amenazara gravemente a sus dirigentes.: 7, 11, 15–16  Una turba cristiana arrojó objetos a Orestes y, finalmente, Hipatia fue asesinada por una turba cristiana aunque la política y los celos personales fueron probablemente las causas principales.: 19–21  Las turbas estaban compuestas por habitantes urbanos de clase baja, paganos educados de clase alta, judíos y cristianos, y en Alejandría, monjes del monasterio de Nitria.: 18, 22 

## Influencias paganas en el cristianismo primitivo

### Arte

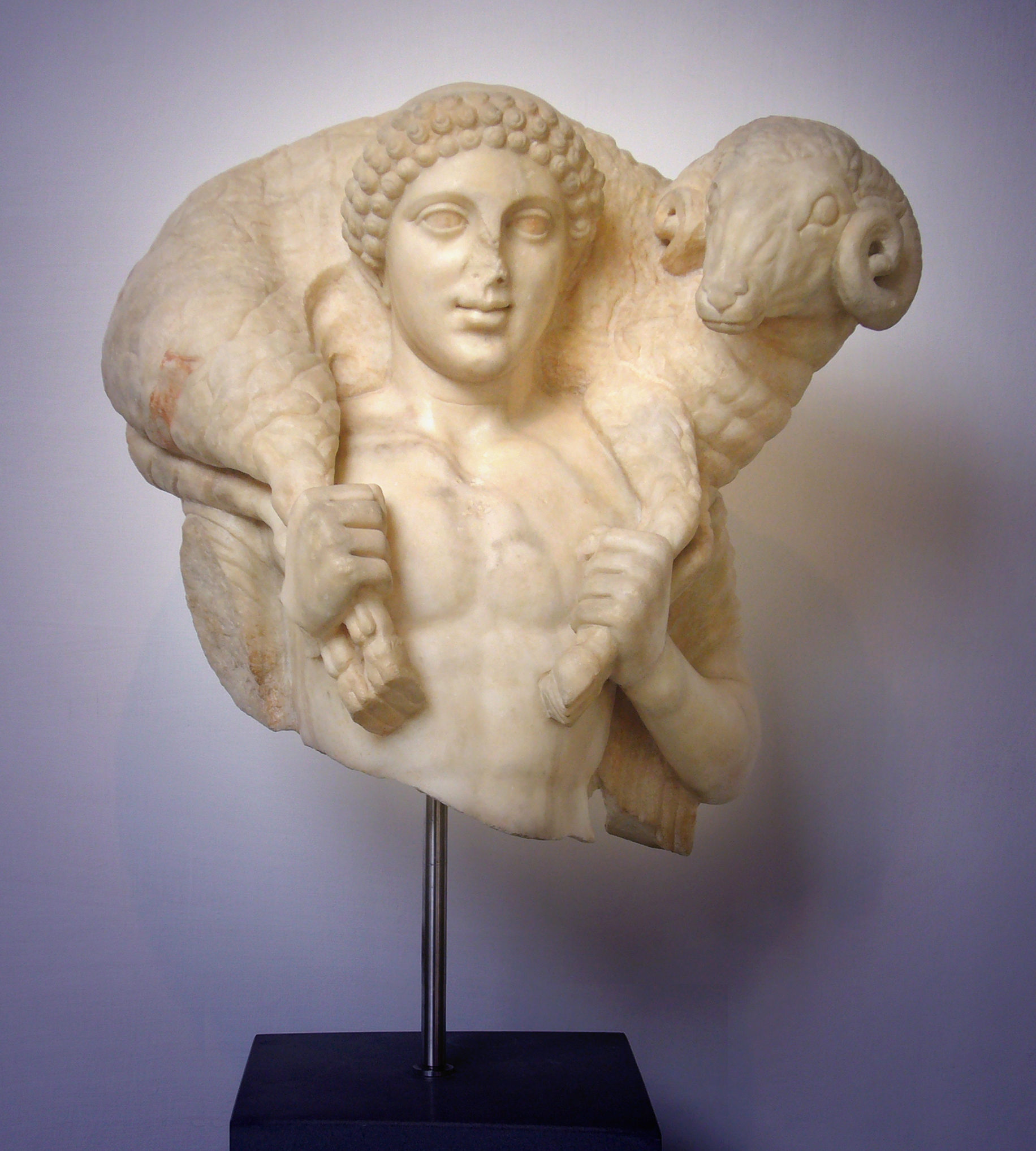
Crióforo

Los primeros cristianos adaptaron muchos elementos del paganismo.: 27  Los antiguos rituales funerarios paganos a menudo permanecían dentro de la cultura cristiana como aspectos de la costumbre y la comunidad con muy pocas alteraciones.: 78  Un tipo de canción cantada al morir, el lamento ritual, es una de las formas artísticas más antiguas. En cuanto la muerte era inminente, comenzaba el ritual, luego venía la "lucha del alma" y la oración por el moribundo. Juan Crisóstomo da un vívido relato del alma moribunda viendo ángeles y demonios - "libros de cuentas en mano"- luchando entre sí en una contienda por la posesión del alma del moribundo. Macario de Egipto (siglo IV) escribe sobre una contienda de este tipo que sólo se resuelve con la intervención del ángel de la guarda de la persona -que es aproximadamente paralela a la de Platón.
Una vez terminada la lucha del alma, estallaban lamentos espontáneos entre los presentes. Todo indica que se trataba de una muestra violenta de dolor: laceración de las mejillas, rasgarse los cabellos y rasgarse las vestiduras, junto con los lamentos del canto del lamento. La Iglesia veía este comportamiento inmoderado como impropio de personas que creían que la muerte no era el final, por lo que intentó moderarlo cantando salmos, con dos grupos de cantores en lados opuestos entonando un lamento antifonal, con ritmo, armonía y orden en su lugar. Sin embargo, esto también es similar al lamento pagano cantado por Aquiles y uno sugerido por Platón para sus Examinadores en las Leyes.
Paganos y judíos decoraron sus cámaras funerarias, así que los cristianos también lo hicieron, creando así el primer arte cristiano en las catacumbas bajo Roma. Este arte es simbólico, surgido de una reinterpretación del simbolismo judío y pagano. La piedad cristiana infundió a los símbolos su propia interpretación. 
El arte cristiano tenía algo fundamentalmente nuevo que decir, ya que daba expresión visual a la convicción de que el alma humana puede ser liberada de la muerte a una vida eterna. Ni el judaísmo ni ninguna religión pagana había hecho antes tal afirmación. "La fe judía pone poco énfasis en la inmortalidad, y las creencias paganas sobre la vida después de la muerte eran vagas, inciertas y a veces funestas".

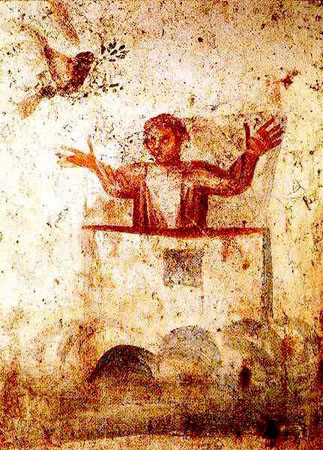
Catacumba de Noé (orans)

Aunque muchos temas nuevos aparecen por primera vez en las catacumbas cristianas -por ejemplo, el Buen Pastor, el Bautismo y la comida eucarística-, las figuras de los orantes (mujeres rezando con las manos levantadas) probablemente proceden directamente del arte pagano.{rp|125}} El simbolismo pagano en forma de Victorias, cupidos y escenas de pastores se encuentra disperso por las catacumbas.  El uso judío y pagano de ovejas y cabras, pájaros en un árbol o vid, o comiendo fruta, especialmente uvas, siete escalones que conducen a una tumba, un par de pavos reales, la túnica de la santidad, la lectura de pergaminos, se encuentran todos en el arte pagano y adaptados en el arte cristiano para expresar la esperanza de la inmortalidad en términos cristianos. Los sarcófagos paganos llevaban conchas desde hacía mucho tiempo, y los retratos de los muertos a menudo tenían conchas sobre la cabeza del difunto, mientras que algunos ponían una concha sobre una tumba. Cristianos y judíos adaptaron la convención, identificándola con otro símbolo: el halo. Para los cristianos que hicieron las catacumbas, estos símbolos eran necesarios para transmitir su mensaje.
Muchos lugares sagrados anteriormente paganos se convirtieron al uso cristiano. En 609 el papa Bonifacio IV obtuvo permiso del emperador bizantino Focas para convertir el Panteón de Roma en una iglesia cristiana, una práctica similar a la recomendada ocho años antes por el papa Gregorio I a Melito respecto a los lugares santos anglosajones, con el fin de facilitar la transición al cristianismo. Según la Vida de San Bonifacio de Willibaldo, hacia el año 723, el misionero taló el sagrado Roble de Thor y utilizó la madera para construir una iglesia dedicada a San Pedro. Hacia 744, Esturmio de Fulda estableció el monasterio de Fulda sobre las ruinas de un campamento real merovingio del siglo VI, destruido 50 años antes por los sajones, en un vado del río Fulda.

### Calendario
Muchos nombres de meses y días de la semana -incluso el concepto de una semana de siete días- se tomaron prestados del paganismo romano.
En sus tres primeros siglos, el cristianismo no celebró el nacimiento de Cristo. Los cumpleaños se consideraban paganos, nadie sabía la verdadera fecha de nacimiento de Jesús, y muchos de los primeros padres de la Iglesia estaban en contra de la idea. La fuente más antigua que da el 25 de diciembre como fecha de nacimiento de Jesús es el Cronógrafo del 354, que los historiadores litúrgicos generalmente coinciden en que fue escrito en Roma en el año 336 d. C. Una supuesta referencia anterior de Hipólito de Roma se considera una interpolación posterior. En el antiguo calendario romano, el 25 de diciembre era la fecha del solsticio de invierno.
 

Una teoría muy extendida es que la Iglesia eligió el 25 de diciembre como el cumpleaños de Cristo (Dies Natalis Christi) para apropiarse de la festividad romana del solsticio de invierno Dies Natalis Solis Invicti (cumpleaños de Sol Invictus, el 'Sol Invencible'), que se celebraba en la misma fecha. Esta festividad había sido instituida por el emperador Aureliano en el año 274 d. C. Gary Forsythe, catedrático de Historia Antigua, afirma que "esta celebración habría constituido un bienvenido añadido al período de siete días de las Saturnales (17-23 de diciembre), la temporada festiva más alegre de Roma desde la época republicana, caracterizada por fiestas, banquetes e intercambios de regalos". El historiador Stephen Nissenbaum dice que esta elección fue un compromiso con el paganismo, argumentando que no se pueden evitar "las fiestas romanas de mediados de invierno y la decisión consciente del cristianismo de colocar una celebración navideña justo en medio de ellas" como parte de ese compromiso. Muchos observadores instruidos en la tradición clásica han notado similitudes entre la Saturnalia y la juerga histórica durante los Doce días de Navidad y la Fiesta de los locos. William Warde Fowler señala: "[Saturnalia] ha dejado sus huellas y ha encontrado sus paralelos en un gran número de costumbres medievales y modernas, que tienen lugar alrededor de la época del solsticio de invierno."
De un modo u otro, la Navidad se inició para competir con las religiones romanas rivales, o para cooptar las celebraciones invernales como forma de difundir el cristianismo, o para bautizar las fiestas invernales con significado cristiano en un esfuerzo por limitar sus excesos [de borrachera]. Lo más probable es que fueran las tres cosas.
Se decía que Juan el Bautista era seis meses mayor que Jesús, por lo que la Iglesia comenzó a celebrar la fiesta de la Natividad de San Juan Bautista el 24 de junio, la fecha romana del solsticio de verano. Juan el Bautista "se entendía que estaba preparando el camino para Jesús", con KJV declarando "Él debe crecer, pero yo debo disminuir". La altura del sol en el cielo y la duración del día comienzan a disminuir después del solsticio de verano y a aumentar después del solsticio de invierno. Así pues, la fiesta de San Juan se celebraba en pleno verano y la de Navidad en pleno invierno. Con la expansión del cristianismo, algunas de las tradiciones germánicas locales de solsticio de verano se incorporaron a las festividades de Noche de San Juan.
Otra teoría, propuesta por primera vez por el escritor francés Louis Duchesne en 1889, es que la Navidad se calculó nueve meses después de una fecha elegida como Concepción de Cristo: El 25 de marzo, la fecha romana del equinoccio de primavera. Esto se basa en la creencia de que el equinoccio de primavera era el día del Acto de la Creación de Dios.
Mientras asistía al Seminario Teológico Crozer hacia 1950, Martin Luther King Jr. escribió un ensayo titulado "La influencia de las religiones mistéricas en el cristianismo". King señaló que el lugar de Belén elegido por los primeros cristianos como lugar de nacimiento de Jesús era un antiguo santuario de un dios pagano, Adonis. Una vez aplastada la revuelta de Bar Kokhba (c. 132-136 EC), el emperador romano Adriano convirtió el emplazamiento cristiano sobre la Gruta en un santuario dedicado al dios Griega Adonis, en honor a su favorito, el joven griego Antinoo.

### Influencia en la teología cristiana primitiva
Justino Mártir fue un pagano que se convirtió al cristianismo alrededor del año 132. En su Primera Apología, Justino utilizó el concepto del "Logos" como una forma de argumentar a favor del cristianismo ante los no judíos. Estas referencias demuestran que el conocimiento de Justin del estoicismo era el conocimiento de un hombre común de su tiempo en la conversación ordinaria, y que es poco probable que alguna vez estudió estoicismo. Sin embargo, se autodenomina platonista, sus referencias a Platón son mucho más detalladas, y en los escritos de Justino se pueden encontrar paralelismos con los de Platón, aunque no sugieren una influencia directa.: }62  Puesto que un público griego aceptaría referencias a la filosofía griega, su argumento podría concentrarse en identificar el Logos con Jesús. Los eruditos reconocen generalmente que Clemente fue mucho más lejos, quizá lo más lejos que "ningún cristiano ortodoxo llegó jamás en su apropiación y uso de conceptos filosóficos y éticos helenísticos para la expresión de su fe cristiana".

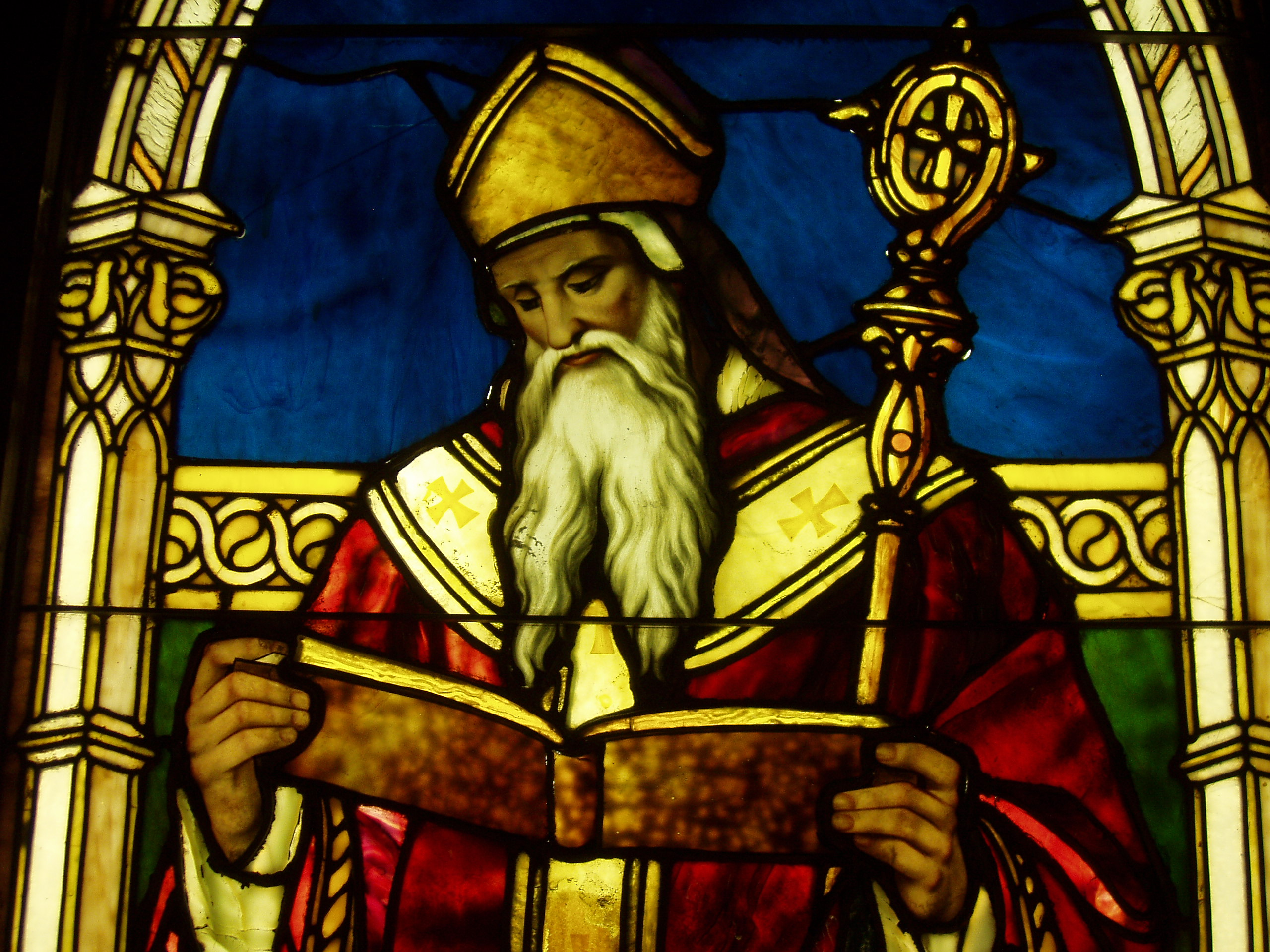
Agustín de Hipona

Agustín de Hipona (354-430), que en última instancia sistematizó la filosofía cristiana filosofía tras convertirse al cristianismo desde el maniqueísmo, escribió a finales del siglo IV y principios del V: "Pero cuando leí los libros de los platónicos fui enseñado por ellos a buscar la verdad incorpórea, por lo que vi vuestras 'cosas invisibles, entendidas por las cosas hechas'." Hasta el siglo XX, la mayor parte del concepto que el mundo occidental tenía del maniqueísmo procedía de las polémicas negativas de Agustín contra él. Según sus Confesiones, después de ocho o nueve años de adherirse a la fe maniquea (como "auditor", el nivel más bajo en la jerarquía de la secta), se convirtió en cristiano y en un potente adversario del maniqueísmo. Cuando se apartó del maniqueísmo, se dedicó al escepticismo. En el 386 d. C. publicó Contra Académicos (Contra los escépticos). 
J. Brachtendorf dice que Agustín utilizó el concepto estoico ciceroniano de las pasiones para interpretar la doctrina de Pablo sobre el pecado universal y la redención.
La influencia del paganismo también puede encontrarse en el desarrollo de muchas teologías no ortodoxas, como el catarismo de la Edad Media. Los cátaros eran dualistas y consideraban que el mundo era obra de un demiurgo de origen satánico. Ha sido imposible determinar si esto se debía a la influencia del maniqueísmo o de otra corriente del gnosticismo, y si era originalmente zoroastrista. Los bogomilos y los cátaros, en particular, dejaron pocos registros de sus rituales o doctrinas, y el vínculo entre ellos y los maniqueos no está claro. Independientemente de su veracidad histórica, la acusación de maniqueísmo fue lanzada contra ellos por oponentes ortodoxos contemporáneos, que a menudo trataban de encajar las herejías contemporáneas con las combatidas por los padres de la Iglesia. No todos los cátaros sostenían que el Dios malo (o principio) era tan poderoso como el Dios bueno (también llamado principio) como lo hacía Mani, una creencia también conocida como dualismo absoluto. En el caso de los cátaros, parece que adoptaron los principios maniqueos de organización eclesiástica, pero nada de su cosmología religiosa. Del mismo modo, Prisciliano y sus seguidores aparentemente intentaron absorber lo que ellos pensaban que era la parte valiosa del maniqueísmo en el cristianismo.

## Cristianización durante la Edad Media europea

### Anglosajones

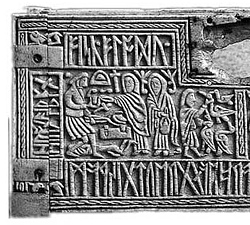
Parte del caja del, que representa la leyenda pan-germánica de Völundr, que al parecer también formaba parte de la mitología pagana anglosajona.

La fecha más probable de la llegada del cristianismo a Gran Bretaña es alrededor del año 200.  La arqueología reciente indica que se había convertido en una fe minoritaria establecida en el siglo IV. Fue en gran medida la corriente principal, y en ciertas áreas, había sido continua.
En la Inglaterra anglosajona temprana, el desarrollo religioso incesante significó que el paganismo y el cristianismo nunca estuvieron completamente separados. Arthur Weston escribió que, "Cuando Gregorio Magno estaba tomando medidas para la conversión de los paganos sajones, se dice que advirtió a sus misioneros que no interfirieran con ninguna creencia tradicional u observancia religiosa que pudiera armonizarse con el cristianismo". 

Dile a Agustín que no destruya los templos de los dioses, sino los ídolos que hay en ellos. Que, después de purificarlos con agua bendita, coloque en ellos altares y reliquias de los santos. Porque, si esos templos están bien construidos, deben convertirse de la adoración de los demonios al servicio del Dios verdadero. Así, al ver que sus lugares de culto no son destruidos, la gente desterrará el error de sus corazones y acudirá a los lugares que le son familiares y queridos para reconocer y adorar al Dios verdadero.

Además, ya que han tenido por costumbre sacrificar bueyes, deberían recibir a cambio alguna solemnidad. Que, por tanto, el día de la dedicación de sus iglesias, o en la fiesta de los mártires cuyas reliquias se conservan en ellas, se construyan cabañas alrededor de sus antiguos templos y celebren la ocasión con banquetes religiosos. Sacrificarán y comerán los animales ya no como ofrenda al diablo, sino para gloria de Dios, a quien, como dador de todas las cosas, darán gracias por haberse saciado. Así, si no se ven privados de todas las alegrías exteriores, saborearán más fácilmente las interiores. Porque, ciertamente, es imposible borrar todo de una vez de sus fuertes mentes, del mismo modo que, cuando uno desea alcanzar la cima de una montaña, debe subir por etapas y paso a paso, no a saltos.
Bede, Historia ecclesiastica gentis Anglorum (1.30)

Richard A. Fletcher sugiere que los pozos sagrados se desarrollaron a partir de una adaptación similar.
La palabra Pascua está vinculada, por una única fuente documental, a una diosa anglosajona, aunque las raíces de la celebración de la Pascua son anteriores al contacto cristiano con los anglosajones. En su obra del siglo VIII The Reckoning of Time el venerable Bede escribió que "Ēosturmōnaþ era anglosajón para 'Mes de Ēostre', el mes que correspondía a abril, llamado así "por una diosa suya llamada Ēostre, en cuyo honor se celebraban fiestas en ese mes". El cognado alemán de la diosa Eostre se llama Ostara, y del mismo modo la palabra para Pascua en alemán es Ostern. Richard Fletcher, sin embargo, especuló que el nombre Pascua podría venir del anglosajón eastan, que significa este.
La conversión de los anglosajones se inició más o menos al mismo tiempo tanto en el norte como en el sur de los  reinos anglosajones en dos iniciativas inconexas. Los misioneros irlandeses liderados por santa Columba, con base en Iona (desde 563), convirtieron a muchos pictos. La corte de la Northumbria anglosajona, y la misión gregoriana, que desembarcó en 596, hicieron lo propio en el reino de Kent. Habían sido enviados por el papa Gregorio I y estaban dirigidos por Agustín de Canterbury con un equipo misionero procedente de Italia. En ambos casos, como en otros reinos de este período, la conversión comenzó generalmente con la familia real y la nobleza adoptando primero la nueva religión.
La conversión de Ethelberto, rey de Kent, es el primer relato de conversión de un bretwalda cristiano y es relatada por el Venerable Bede en sus historias de la conversión de Inglaterra. En 582 el papa Gregorio envió a Agustín y 40 compañeros desde Roma para convertir a los anglosajones. "Habían traído, por orden del bendito papa Gregorio, intérpretes de la nación de los francos, y enviando a Æthelberht, dieron a entender que venían de Roma, y trajeron un mensaje gozoso, que sin duda aseguraba a todos los que se aprovecharan de él alegrías eternas en el cielo, y un reino que nunca terminaría con el Dios vivo y verdadero". Æthelberht no desconocía el cristianismo porque tenía una esposa cristiana, y Bede dice que incluso había cerca una iglesia dedicada a San Martín. Æthelberht se convirtió finalmente y Agustín permaneció en Canterbury.

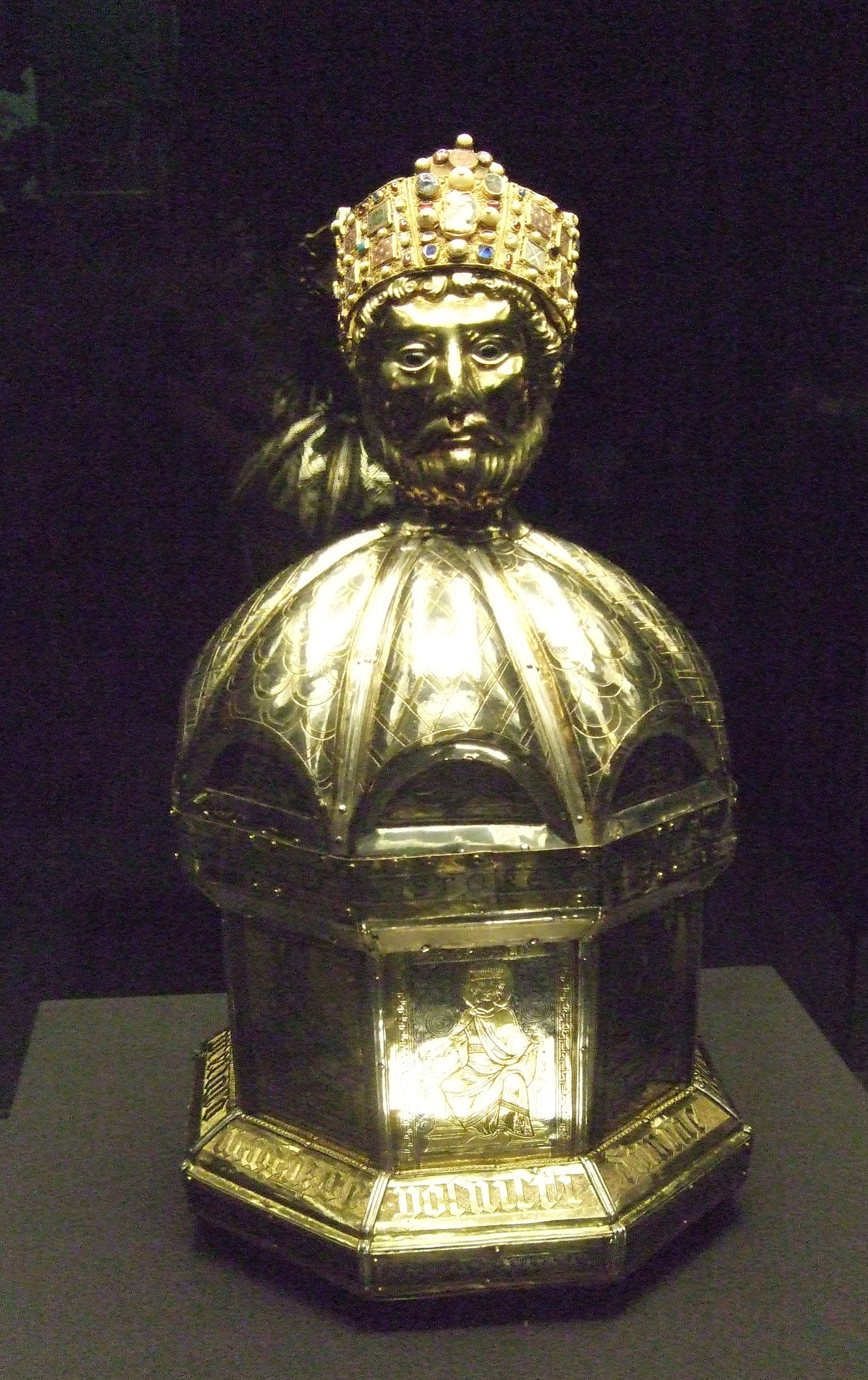
Relicario de San Oswald, Hildesheim

Tras su muerte, el rey Oswald de Northumbria llegó a ser considerado santo, y el lugar donde murió se asoció con milagros. Reginaldo de Durham menciona uno, diciendo que el brazo derecho de Oswald fue llevado por un cuervo a un fresno, lo que dio al árbol un vigor eterno; cuando el pájaro dejó caer el brazo al suelo, un manantial surgió de la tierra. Según Reginald, tanto el árbol como el manantial se asociaron posteriormente con milagros de curación. Se ha considerado que algunos aspectos de la leyenda tienen connotaciones o influencias paganas y pueden representar una fusión de su condición de rey guerrero germánico tradicional con el cristianismo. El culto que le rodeaba ganó prominencia en partes de la Europa continental.
Algún tiempo antes del 655, Etelwaldo de Deira regaló a Chad de Mercia tierras sobre las que construir un monasterio. Según Bede, Chad consideró necesario ayunar durante cuarenta días para purificar el lugar. Esta purificación ritual indica que el nuevo monasterio se construyó probablemente en el lugar de un culto precristiano.

### Sajones
La conversión de los sajones del norte comenzó con su incorporación forzosa al reino franco en 776 por Carlomagno (r. 768-814). A partir de entonces, la conversión cristiana de los sajones progresó lentamente hasta el siglo XI.: 113  La conversión sajona fue difícil por varias razones, entre ellas que sus creencias paganas estaban tan fuertemente ligadas a su cultura que la conversión significaba necesariamente un cambio cultural masivo difícil de aceptar. Su sofisticada teología era también un baluarte contra una conversión inmediata y completa al cristianismo.
Los sajones habían ido y venido entre la rebelión y la sumisión a los francos durante décadas. Carlomagno colocó misioneros y cortes por toda Sajonia con la esperanza de pacificar la región, pero los sajones volvieron a rebelarse en 782 con desastrosas pérdidas para los francos. En respuesta, el rey franco "promulgó una serie de medidas draconianas" comenzando con la masacre de Verden en 782 cuando ordenó la decapitación de 4500 prisioneros sajones ofreciéndoles el bautismo como alternativa a la muerte. Estos acontecimientos fueron seguidos por la severa legislación de la Capitulatio de partibus Saxoniae en 785 que prescribe la muerte a aquellos que sean desleales al rey, dañen a las iglesias cristianas o a sus ministros, o practiquen ritos funerarios paganos. Sus duros métodos de cristianización suscitaron las objeciones de sus amigos Alcuino y Paulino de Aquilea. Carlomagno abolió la pena de muerte por paganismo en 797.

### Escandinavia
Los primeros intentos registrados de propagar el cristianismo en Noruega fueron realizados por el rey Haakon el Bueno en el siglo X, criado en Inglaterra. Sus esfuerzos fueron impopulares y tuvieron poco éxito. En 995 Olaf Tryggvason se convirtió en el rey Olaf I de Noruega. La prioridad de Olaf I fue convertir el país al cristianismo. Destruyendo templos y torturando y matando a los paganos que se resistían, consiguió que toda Noruega fuera al menos nominalmente cristiana. Ampliando sus esfuerzos a los asentamientos nórdicos del oeste las sagas reales le atribuyen la cristianización de las Islas Feroe, Orcadas, Shetland, Islandia y Groenlandia. Tras la derrota de Olaf en la Batalla de Svolder en el año 1000 se produjo una recaída parcial en el paganismo en Noruega bajo el gobierno de los Jarls de Lade. En el siguiente reinado de San Olaf, se erradicaron los restos paganos y se afianzó el cristianismo.

### Cruzadas del Norte
Los conflictos armados entre los finlandeses bálticos, bálticos y eslavos que habitaban las costas del Báltico y sus vecinos sajones y daneses del norte y el sur habían sido habituales durante varios siglos. La cristianización de los paganos bálticos, eslavos y finlandeses se llevó a cabo principalmente durante los siglos XII y XIII, en una serie de campañas militares no coordinadas de varios reinos alemanes y escandinavos, y más tarde por los Caballeros Teutónicos y otras órdenes de monjes guerreros. Fue durante estas Cruzadas del Norte cuando la conversión armada del paganismo se convirtió por primera vez en parte del cristianismo.: 157–158 
Dragnea y Christiansen indican que el motivo principal de estas guerras era el deseo de los nobles de expansión territorial y riqueza material en forma de tierras, pieles, ámbar, esclavos y tributos.: 5, 6  Según la historiadora medieval y politóloga Iben Fonnesberg-Schmidt, los príncipes estaban motivados por su deseo de extender su poder y prestigio, y la conversión no siempre era un elemento de sus planes.: 24  Sin embargo, la conversión formaba parte del lenguaje de todos estos invasores, y la conversión se producía casi siempre mediante el uso directo de la fuerza o la fuerza indirecta de un líder que se había convertido y exigía la conversión también de sus seguidores.: 23, 24  A menudo, las poblaciones que optaban por resistirse sufrían graves consecuencias. Por ejemplo, la conquista y conversión de la Vieja Prusia provocó la muerte de gran parte de la población nativa, cuya lengua prusiana antigua posteriormente se extinguió.: 34 : 9 : 14–15 
"Aunque los teólogos sostenían que la conversión debía ser voluntaria, existía una aceptación pragmática generalizada de la conversión obtenida mediante presión política o coerción militar".: 24  La aceptación de esto por parte de la Iglesia llevó a algunos comentaristas de la época a avalarlo y aprobarlo, algo que el pensamiento cristiano nunca había hecho anteriormente.: 157–158 : 24  Los frailes dominicos ayudaron a esta justificación ideológica. Retratando a los paganos como poseídos por espíritus malignos, podían afirmar que los paganos necesitaban conquista, persecución y fuerza para liberarlos; entonces se convertirían pacíficamente.: 58 : 57 : 678, 679  Los ideales de conversión pacífica rara vez se hicieron realidad en estas cruzadas; los monjes y sacerdotes tenían que trabajar con los gobernantes seculares en sus términos, y los líderes militares rara vez se preocupaban por conceder el tiempo necesario para la conversión pacífica.: 76 

## Absorción y olvido de las tradiciones paganas
La práctica de sustituir creencias y motivos paganos por cristianos, y de no registrar a propósito la historia pagana (como los nombres de dioses paganos, o detalles de prácticas religiosas paganas), ha sido comparada con la práctica de damnatio memoriae.